# Gérald Oberson
Pour les articles homonymes, voir Oberson.
Gérald Oberson (né le 26 septembre 1954 à Genève,) est un coureur cycliste suisse, actif dans les années 1970 et 1980.

## Biographie
En 1978, Gérald Oberson s'impose sur la course Annemasse-Bellegarde et retour. Deux ans plus tard, il remporte la version amateur du Championnat de Zurich. Il passe ensuite professionnel en 1981 au sein de l'équipe Miko-Mercier-Vivagel. Durant cette saison, il participe au Tour d'Espagne, où il réalise trois tops dix. 

## Palmarès
- 1972
  - Prix des Vins Henri Valloton
- 1977
  - 3e du Tour du Pays de Gex-Valserine
- 1978
  - Annemasse-Bellegarde et retour
  - 2e du Grand Prix de Lausanne
- 1980
  - Championnat de Zurich amateurs
  - Tour du lac Léman
  - 3e du Grand Prix des Marronniers

## Résultats sur les grands tours

### Tour d'Espagne
1 participation 
- 1981 : abandon (14e étape)